# 田中達美
田中 達美（たなか たつみ、1941年4月15日 - ）は、日本の政治家。元広島県江田島市長（2期）、元江田島市議会議員（2期）、元大柿町議会議員（6期）。

## 来歴
広島県佐伯郡大柿町（現・江田島市）出身。広島県立大柿高等学校卒業。
1983年（昭和58年）6月19日、大柿町議会議員に就任。以後、町議を計6期務める。2003年（平成15年）6月24日に町議会議長に就任している。
2004年（平成16年）11月1日、安芸郡江田島町及び佐伯郡大柿町・沖美町・能美町が合併して江田島市に移行する。これに伴って同日、江田島市議会議員に就任。市議時代に議長を2回務める。
2008年（平成20年）11月16日公示、11月23日投票の江田島市長選挙において無投票で初当選。12月5日、市長に就任。2012年（平成24年）も無投票で2期目の当選。